# الصراعات النزارية السلجوقية
وجدت طائفة الشيعة الإسماعيلية (فيما بعد الإسماعيلية النزارية) أتباعًا كثيرين في بلاد فارس بحلول أواخر القرن الحادي عشر؛ وذلك على الرغم من احتلال الإمبراطورية السلجوقية السنية للمنطقة. أثارت الميول العدائية للطائفة العباسية-السلجوقية تمرد الإسماعيليين في بلاد فارس بقيادة حسن الصباح. ولم يتمكن السلاجقة من إخماد الثورة بسرعة، وذلك بسبب القضايا الاجتماعية والاقتصادية ذات الأهمية المتزايدة، واللامركزية في حكومة السلاجقة التي أدت إلى تعبئة الجيش غير الفعالة، وعامل توحيد الدين في المقاطعات الذي سهل الانتشار السريع للثورة. اتسم الصراع باغتيال النزاريين الأضعف للمعارضين الرئيسيين واستغلالهم لمعاقل منيعة، وذبح السلاجقة للإسماعيليين والمتعاطفين معهم.
فقد النزاريون زخمهم في الحرب بسبب عدم قدرة السلاجقة والنزاريين على إكمال الحرب بسرعة، مما أدى وصول الجهتين إلى طريق مسدود. وافق السلاجقة على مضض على استقلال الدولة النزارية، وذلك جنبًا إلى جنب مع النزاريين المحاصرين في القلاع المدافعة بشدة في التضاريس غير الملائمة.

## خلفية
بدأ النشاط النزاري في سوريا في السنوات الأولى من القرن الثاني عشر، أو قبل سنوات قليلة، على شكل دعاة أرسلوا من ألموت. تسبب موت تتش الأول في عام 1095، وتقدم الحملة الصليبية الفرنكية في عام 1097 في جعل سوريا غير مستقرة، ومتجزئة سياسيًا إلى عدة دول متنافسة. أدى تراجع الفاطميين بعد وفاة المستنصر بالله إلى جانب الارتباك السياسي المذكور أعلاه للسلاجقة والتهديدات الصليبية إلى حث السنة والشيعة (بما في ذلك أتباع المستعلي بالله وغير الإسماعيليين مثل الدروز والنصيريين) إلى تحويل ولائهم إلى الدولة النزارية التي تفاخرت بنجاحها السريع في بلاد فارس.

## تاريخ

### البعثة النزارية في سوريا
اعترف معظم الإسماعيليين في سوريا أصلًا بالمستعلي بالله كإمام لهم. حلت الدعوة النزارية القوية محل عقيدة دولة الفاطميين المتدهورة هناك بسرعة، ولا سيما في حلب ومنطقة جزر المجاورة، إذ قُلِّص مجتمع المستعلي بالله السوري بشكل كبير بحلول عام 1130. أثبتت البعثة النزارية في سوريا أنها أكثر صعوبة مما كانت عليه في بلاد فارس، فقُضي على وجودهم الناشئ في حلب وبعد ذلك في دمشق، وحصلوا على مجموعة من معاقل الجبال فقط بعد نصف قرن من الجهود المتواصلة. كانت أساليب نضال الدعاة في سوريا مماثلة لتلك المتبعة في بلاد فارس، وذلك مثل الاستيلاء على معاقل كقواعد للتحرك في المناطق المجاورة، والإقصاء الانتقائي للأعداء البارزين، والتحالفات المؤقتة مع الفصائل المحلية المختلفة، بما في ذلك السنة والصليبيين، للوصول إلى الأهداف.

### النجاح والفشل في حلب
استمرت المرحلة الأولى من النشاط النزاري حتى عام 1113. تحالف النزاريون في عهد الداعي الحكيم المنجم مع رضوان بن تتش، أمير حلب الذي كان شخصية سياسية رئيسية في سوريا إلى جانب شقيقه دقاق بن تتش أمير دمشق. انضم الداعي إلى حاشية رضوان، وأنشأ النزاريون الحلبيون دار الدعوة في المدينة تحت رعاية رضوان. كان من بين عملياتهم العسكرية اغتيال جناح الدولة حسين بن ملاعب، أمير حمص وأحد أبرز المعارضين لرضوان. 
توفي الحكيم المنجم في عام 1103، وحل محله الداعي أبو طاهر الصايغ، والذي أرسله أيضًا حسن الصباح. تمتع أبو طاهر بتحالف مع رضوان أيضًا، واستمر في استخدام القاعدة النزارية في حلب. حاول الاستيلاء على معاقل في المناطق الموالية للإسماعيلية، وخاصة مرتفعات جبال حارم الواقعة بين نهر العاصي وحلب. تقاسم جناح الدولة والمنقذين من شيزر وخلف بن ملاعب، الوالي الفاطمي لأفاميا (قلعة المضيق) الذي استولى على المدينة المحصنة من رضوان، السلطة على وادي نهر العاصي الأعلى. كان خلف من المستعليين الذين رفضوا التحالف النزاري غالبًا. اغتال أبو طاهر، بمساعدة نزاريين محليين بقيادة أبو الفتح من سرمين، خلف بن ملاعب في فبراير عام 1106، واستحوذ على قلعة المضيق بخطة «عبقرية». حاصر تانكرد، وصي أنطاكية الفرنجي، المدينة، ولكنه لم ينجح. حاصر المدينة مرة أخرى بعد بضعة أشهر في سبتمبر عام 1106، واستولى عليها بمساعدة مصعب بن ملاعب شقيق خلف. أُعدِم أبو الفتح، ولكن أبو طاهر فدى نفسه وعاد إلى حلب.
انضمت القوات النزارية إلى رضوان في عام 1111 عندما أغلق بوابة حلب أمام قوات مودود بن التونتكين الاستكشافية، أتابك السلاجقة في الموصل، الذين جاءوا إلى سوريا لمحاربة الصليبيين. تراجع رضوان في سنواته الأخيرة عن تحالفاته السابقة مع النزاريين بسبب حملة محمد تابار الحازمة ضد النزاريين، إلى جانب تزايد انعدام شعبية النزاريين بين الحلبيين. اغتيل مودود في عام 1113، ولكن لم تؤكد هوية الفاعل.
توفي رضوان بعد فترة وجيزة، ودعم ابنه الصغير وخليفته ألب أرسلان الأخرس النزاريين في البداية، حتى أنه تنازل عن قلعة بالس على طريق حلب-بغداد إلى أبو طاهر. انقلب ألب أرسلان على النزاريين بعد ذلك بوقت قصير على يد محمد تابار، الذي كان قد بدأ لتوه حملة ضد النزاريين، وكذلك سعيد بن بديع، رئيس حلب وقائد ميليشيا (الأحداث). أُعدِم أبو طاهر والعديد من النزاريين الآخرين في حلب في الاضطهاد اللاحق بقيادة سعيد، وتفرق آخرون أو اختفوا. هزم المنقذون محاولة من قبل النزاريين المعاد تجميعهم في حلب وأماكن أخرى للاستيلاء على قلعة شيزر.
تمكن النزاريون من بناء علاقات وتحويل العديد من السكان المحليين إلى ديانتهم، وذلك على الرغم من فشلهم في إنشاء قاعدة دائمة في سوريا.

### النجاح والفشل في دمشق
أرسل ألموت بهرام الداعي في محاولة لإحياء القضية النزارية في سوريا، وذلك بعد إعدام سلفه أبو طاهر الصائغ واقتلاع النزاريين في حلب. استولى إيلغازي بن أرتق، الأمير الأرتقي لماردين وميافارقين، على حلب في عام 1118. طالب النزاريون في حلب إيلغازي بالتنازل لهم عن قلعة صغيرة تسمى قلعة الشريف، ولكن أيلغازي هدم القلعة وتظاهر بأن الأمر قد صدر في وقت سابق. هُدِمت القلعة على يد القاضي بن الخشاب، الذي تورط في وقت سابق في مذبحة للنزاريين (ولكن النزاريون اغتالوه فيما بعد في عام 1125). اعتقل بلك غازي، ابن أخ إيلغازي، محافظ حلب (الاسمي)، ممثل بهرام هناك وطرد النزاريين في عام 1124.
ركز بهرام على جنوب سوريا، كما أوصى مؤيده إيلغازي. أقام الداعي هناك في الخفاء ومارس نشاطه التبشيري بالسر، وتلقى الدعم من إلغازي، وتمكن من الحصول على الحماية الرسمية من حاكم البوريون، ظاهر الدين طغتكين، أتابك دمشق، الذي أصبح وزيره المزداقاني حليفًا نزاريًا موثوقًا به. كانت دمشق، في هذه المرحلة من عام 1125، تحت تهديد الصليبيين الفرنجة بقيادة بلدوين الثاني من القدس، وكان الإسماعيليون من حمص وأماكن أخرى قد انضموا في وقت سابق إلى قوات طغتكين، واشتهروا بشجاعتهم في معركة مرج الصفر ضد الفرنجة في عام 1126. يُقال إن بهرام ساعد في اغتيال عدو طغتكين آق سنقر البرسقي، محافظ الموصل. رحب طغتكين ببهرام وأتباعه. أقنع المزداقاني طغتكين بإعطاء بهرام دار الدعوة في دمشق والمعقل الحدودي بانياس، الذي قام بتحصينه وجعله قاعدته العسكرية، وشن غارات مكثفة من هناك، وربما استولى على المزيد من الأماكن. أصبحت أنشطتهم هائلة بحلول عام 1128 لدرجة أنه «لم يجرؤ أحد على قول كلمة واحدة عنها علانية».
قُتل بهرام في عام 1128 أثناء قتاله قبائل محلية معادية في وادي التيم. ابتهج الفاطميون في القاهرة بعد أن استلموا رأسه. خلفه إسماعيل العجمي الذي استمر في استخدام معقل بانياس واتباع سياسات سلفه. واصل خليفة طغتكين وابنه، تاج الملوك بوري، في البداية دعم النزاريين، ولكنه كرر أحداث عام 1113 في حلب بتأثره بتحريض مستشاريه في الوقت المناسب على تغيير سياسته، وقتل المزداقاني، والأمر بتنفيذ مذبحة جميع النزاريين التي نفذتها ميليشيا الأحداث والسكان السنة، إذ قُتل حوالي 6000 نزاري. سلم إسماعيل العجمي بانياس إلى الفرنجة المتقدمين خلال حملتهم الصليبية في عام 1129، وتوفي في المنفى بين الفرنجة في عام 1130. قصف الفدائيون بوري من ألموت في مايو عام 1131، على الرغم من الإجراءات الأمنية المعقدة التي اتخذها، وتوفي بعد ذلك بعام متأثرًا بجراحه. فُقِد الوجود النزاري في دمشق بعد ذلك إلى الأبد.